# 396 Aeolia
396 Aeolia је астероид главног астероидног појаса. Приближан пречник астероида је 34,09 km,
а средња удаљеност астероида од Сунца износи 2,742 астрономских јединица (АЈ).
Инклинација (нагиб) орбите у односу на раван еклиптике је 2,545 степени, а орбитални период износи 1658,945 дана (4,541 године). Ексцентрицитет орбите астероида износи 0,157.
Апсолутна магнитуда астероида износи 9,90 а геометријски албедо 0,166.
Астероид је откривен 1. децембра 1894. године.